# Alec R. Costandinos
Alec R. Costandinos, de son vrai nom Alexandre Kouyoumdjian, est un producteur de musique disco.

## Biographie et œuvre
Né au Caire en 1944 d'un père arménien et d'une mère grecque, il arrive à Paris à 22 ans après un séjour en Australie.
Avant d'être un des producteurs d'Euro-disco les plus connus, il commença sa carrière comme producteur pour des artistes français (Dalida, Claude François). Il enregistra également quelques 45T personnels, dont Un oiseau sur New York en 1969. Après avoir écrit Love in C Minor pour Cerrone en 1976, il signera sur le label français Barclay l'album Love and Kisses en 1977, avec le tube disco I've Found Love (Now That I've Found You). Il signera d'autres albums sur le label américain de Neil Bogart, Casablanca Records, avec en 1977 l'album Sphinx, puis Sumeria, Golden Tears. Ce sera un des premiers à introduire le concept-album avec Romeo & Juliet, album réalisé en 1977. Il produira de 1977 à 1979 dans les studios Trident à Londres de nombreux titres, avec des morceaux de plus de 15 minutes. Il sera plus connu pour les titres I've Found Love, Romeo and Juliet, et Thank God It's Friday.
En 1994, il compose le générique de la série policière Placé en garde à vue (avec Serge Lama et Laurent Gamelon).

## Albums

### Alec R. Costandinos
- 1977 Romeo & Juliet (Casablanca)
- 1978 Hunchback of Notre Dame (Casablanca)
- 1978 Trocadero Bleu Citron (Casablanca) B/O du film Trocadéro bleu citron
- 1979 The Synchophonic Orchestra Featuring Alirol and Jacquet (Casablanca)
- 1979 Winds of Change (Casablanca)
- 1981 Americana (RCA)

### Love & Kisses
- 1977 Love and Kisses (Casablanca)
- 1978 How Much, How Much I Love You (Casablanca)
- 1979 You Must Be Love (Casablanca)

### Autres
- 1977 Sphinx / Judas Iscariot Simon Peter (Casablanca)
- 1977 Sumeria / Golden Tears (Casablanca)
- 1978 Trocadero Bleu Citron (Casablanca)
- 1978 Paris Connection (Casablanca)